# Grauel
Grauel est une commune allemande du Schleswig-Holstein, située dans le sud de l'arrondissement de Rendsburg-Eckernförde (Kreis Rendsburg-Eckernförde), à deux kilomètres au sud-est de Hohenwestedt. Grauel est l'une des 30 communes de l'Amt Mittelholstein (« Moyen-Holstein ») dont le siège est à Hohenwestedt.